# 帰結主義的リバタリアニズム
帰結主義的リバタリアニズム（Consequentialist libertarianism）、帰結主義的リベラリズム（consequentialist liberalism）またはリバタリアン帰結主義（libertarian consequentialism）とは自由市場と強力な私有財産権が繁栄や効率性といった好ましい帰結をもたらすという根拠にのみ基づいて、それらを支持するリバタリアン的な政治哲学および立場である。

## 概要
帰結主義的リバタリアンが何を提唱するかは、広範な帰結を考慮に入れた費用便益計算によって導き出される。これは、帰結に関わらず、権力の発動や詐欺行為を不道徳と見なす義務論的リバタリアニズムとは対照的である。
義務論的リバタリアンとは異なり、帰結主義的リバタリアンは、権力の発動の全ての事例を必ずしも不道徳とは見なさず、権力を本質的に不道徳なものだとは考えない（すなわち、自然権への信念を表明しない）。むしろ、彼らのリバタリアンとしての立場は、政治的・経済的自由が幸福と繁栄という形で最良の帰結を導くという考えであり、リバタリアニズムはその理由によってのみ支持されるべきだというものである。一部のリバタリアンは、帰結主義と義務論が混ざったハイブリッド型のリバタリアニズムの構想を持つこともある。
帰結主義的リバタリアンは、義務論的リバタリアンとは異なり、たとえ権力の発動を伴うものであっても、好ましい帰結をもたらすと信じる行動を提唱する。例えば、一部の帰結主義的リバタリアンは、義務論者が反対するような土地収用権や非自発的な税金を支持する場合がある。
帰結主義的リバタリアンの間でも具体的な見解は様々であり、政治理論家のデイヴィッド・D・フリードマンは、権力の発動を禁じる成文化された法典が存在するのではなく、法の内実そのものが売買されるという、帰結主義的な形態の無政府資本主義を支持している。

## 著名な帰結主義的リバタリアン
- ミルトン・フリードマン[10]
- デイヴィッド・D・フリードマン[11]
- ピーター・リーソン[11]
- ルートヴィヒ・フォン・ミーゼス[11]
- フリードリヒ・ハイエク[12][13][14]
- R・W・ブラッドフォード[15]

## 関連ページ
- シカゴ学派 (経済学)
- 古典派経済学
- 古典的自由主義
- Debates within libertarianism
- 分散された知識
- Free-market environmentalism
- Geolibertarianism
- 左派リバタリアニズム
- Natural rights libertarianism
- 夜警国家
- Optimal tax
- Outline of libertarianism
- 実用主義
- Public choice
- 右派リバタリアニズム
- Subjective theory of value
- 功利主義

## 参照
1. ↑  Yeager, Leland B. (2001). Ethics As Social Science: The Moral Philosophy of Social Cooperation. Edward Elgar Publishing. p. 283
2. 1 2  Wolff, Jonathan. Libertarianism, Utility, and Economic Competition. Virginia Law Review.  オリジナルの2013-01-12時点におけるアーカイブ。.
3. ↑  Miron, Jeffrey A. (2010). Libertarianism: From A to Z. Basic Books. p. 39.
4. ↑  Bradford, R. W. (2008). "The Two Libertarianisms". Liberty. Liberty Foundation.
5. ↑  Zwolinski, Matt. “Libertarianism”. Internet Encyclopedia of Philosophy. 2008年8月23日閲覧.
6. ↑  Murray, Charles; Friedman, David D.; Boaz, David; Bradford, R. W. (January 2005). "What's Right vs. What Works". Liberty. 19 (1): 31.
7. ↑  Barnett, Randy E. "The Moral Foundations of Modern Libertarianism". In Berkowitz, Peter, ed. (2004). Varieties of Conservatism in America. Hoover Press.
8. ↑  Epstein, Richard; Barnett, Randy; Friedman, David D.; Pinkerton, James P. (March 2004). "Coercion vs. Consent". Reason.
9. ↑  Friedman, David (1973). The Machinery of Freedom: Guide to a Radical Capitalism. Harper & Row. pp. 127–128.
10. ↑  "Milton Friedman on Libertarianism (Part 1 of 4)". YouTube. Retrieved 22 January 2020.
11. 1 2 3  Younkins, Edward W. (6 July 2002). Mises' Utilitarianism as Social Cooperation.
12. ↑  Liggio, Leonard P. (Winter 1982). "Hayek's Constitution of Liberty: Ethical Basis of the Juridical Framework of Individual Liberty". Literature of Liberty. 5 (4).
13. ↑  Gray, John N. (1982). F. A. Hayek and the Rebirth of Classical Liberalism.
14. ↑  Ebenstein, Alan O. (2001). Friedrich Hayek: A Biography. p. 383.
15. ↑  Walker, Jesse (2005年12月10日). “R.W. Bradford, RIP”. 2019年12月9日閲覧。

Template:Libertarianism